# Sierra Morena (Argentina)
La sierra Morena pertenece  al sistema de Misiones. Se ubica en el nordeste argentino.

## Generalidades
Este cordón serrano se halla en el nordeste de la Argentina, en el sector norte de la provincia de Misiones, situada en el norte de la región mesopotámica de dicho país. Posee un recorrido oeste-este, atravesando mayormente el sur del departamento Iguazú, cubriendo también un sector del oeste del departamento General Manuel Belgrano y el extremo nororiental del departamento Eldorado.
Presenta generalmente la forma de un lomo abovedado, constituido por eminencias redondeadas con cumbres achatadas o mesetiformes. Sus cerros más elevados alcanzan los 590 m s. n. m. La divisoria de aguas no está siempre definida por crestas netas, sino que también presenta lomadas, y desde allí se desprenden a ambos lados torrentes y arroyos que en razón de la resistencia y dureza de las rocas de origen basáltico o de areniscas mesozoicas endurecidas, descienden mediante una sucesión de saltos, correderas, cascadas, rápidos, formando en algunos casos cañadones o pequeñas gargantas, con abruptas y verticales paredes de acantilados. Solo en algunos sectores los valles fluviales, al ensancharse y ahondarse, generaron un paisaje de aspecto más montañoso, con perfiles elevados y abruptos.
Hidrografía
Esta sierra se encuentra en la divisoria de aguas local, si bien los colectores de los cursos de ambas laderas constituyen afluentes directos del río Alto Paraná. Hacia el norte el exceso de escorrentía fluye hacia la cuenca del arroyo Urugua-í, entre otros mediante los arroyos Susto, Marambas Chico, Falso Urugua-í y Moreno. Hacia el sur desaguan hacia la cuenca del arroyo Aguaray Guazú, gracias a varios afluentes, entre los que se encuentran los arroyos Aguaray Miní y San Juan.

## Características bióticas y abióticas
Fitogeografía
Fitogeográficamente está cubierta por selvas adscriptas al distrito fitogeográfico de las selvas mixtas de la provincia fitogeográfica paranaense. Están dominadas por el laurel negro (Nectandra megapotamica), el guatambú blanco (Balfourodendron riedelianum), el anchico colorado (Parapiptadenia rigida), el cedro misionero (Cedrela fissilis), el lapacho negro (Handroanthus heptaphyllus), el timbó colorado (Enterolobium contortisiliquum), el yvyrá-pytá (Peltophorum dubium), el incienso (Myrocarpus frondosus), el rabo molle (Lonchocarpus muehlbergianus), el alecrín (Holocalyx balansae), el ybirá-peré o grapia (Apuleia leiocarpa), la cancharana (Cabralea oblongifoliola), etc. En algunos sectores aún se presenta una comunidad característica del norte misionero, conformada por el palo rosa o perobá (Aspidosperma polyneuron), gigante arbóreo de valiosa madera, y el palmito (Euterpe edulis) grácil y muy codiciada palma de estípite con cogoyo terminar comestible, cuya extracción le causa la muerte.
Ecorregiones
Ecorregionalmente su superficie emergida pertenece a la ecorregión terrestre selva Paranaense.
Los arroyos que bajan de sus laderas que miran al sur se incluyen en la ecorregión de agua dulce Paraná inferior. Si bien formalmente ocurre lo mismo en la pendiente opuesta (norte), esos cursos bajan a la cuenca media y alta del arroyo Urugua-í, la cual está más relacionada con la ecorregión Iguazú que con la anterior, la cual ocupa el tramo inferior del citado arroyo. 
Clima
Solo en el pedemonte más occidental se encuentra el clima semitropical húmedo. Allí hiela suavemente y solo en pleno invierno austral, aunque al ascender por las laderas de la sierra, en razón del drenaje del aire frío nocturno, se encuentran algunas micro exposiciones que suelen estar casi libres de heladas, al igual que ocurre con las franjas que bordean a los arroyos gracias a las neblinas nocturnas y a la acción morigeradora de las aguas. A mayor altitud y en el resto de la sierra el clima finalmente pasa a subtropical marítimo. En este las heladas son algo más intensas.
Los vientos procedentes del Atlántico provocan lluvias repartidas en todo el año, acumulando alrededor de 1800 mm anuales, con una humedad relativa superior al 75 %.

## Valor para la conservación
Esta sierra es una de las prioridades conservacionistas provinciales.
En 1995 Bird Life International le otorgó la categoría de “área clave para las aves amenazadas”. Fue incluida también como una de las AICAs (Áreas importantes para la conservación de las aves) de la Argentina (la AR117) con una superficie de 8000 ha.
Incluye en la misma al área conocida como “Colonia Lanusse” (el sector ubicado al sur de dicha localidad), la cuenca del Falso Uruguaí y la sierra Morena, siendo esta última la porción que a pesar de haber sufrido algunos obrajeos, conserva aún selvas en saludable estado, especialmente en las zonas de relieve escarpado, habiendo sido propuesta para la implementación de un área protegida desde 1989, bajo la figura legal de “parque provincial”, adjuntándole al mismo un sector al que se le otorgaría la categoría de “reserva de uso múltiple” para que abarque los lotes occidentales que ya han sido intrusados, los que con el alto impacto de la actividad maderera y agrícola han alterado o desmontado amplios sectores selváticos. 
El área serrana mayormente está incluida en terrenos privados, propiedad de la empresa Compañía Colonizadora del Norte, mientras que otros sectores del AICA son parte de la propiedad de la firma Alto Paraná S.A (APSA), , como el Lote Guatambú, en el campo Los Palmitos (de 36.000 ha).
La sierra Morena actúa como un corredor natural para el tránsito de la fauna mayor, comunicando al parque provincial Urugua-í y el valle del arroyo Aguaray Guazú, junto con las reservas situadas hacia el oeste de la región, el parque provincial Esperanza (de 686 ha) y el refugio privado Aguaray-Mí (de 3050 ha).
Entre la abundante fauna de interés destaca buenas poblaciones de yaguareté (Panthera onca australis) y del águila harpía (Harpia harpyja), considerada el ave rapaz más poderosa del mundo, la cual emplea las laderas de la sierra para nidificar.

## Origen geológico, morfología y suelos
Geológicamente este cordón integra el macizo de Brasilia. El origen del encadenamiento no es consecuencia de un plegamiento sino por fracturas tectónicas del sustrato rocoso de naturaleza volcánico, originadas por el efecto combinado del enfriamiento de las lavas basálticas y el levantamiento epirogénico de toda la región.
Estos extensos afloramientos de rocas volcánicas del tipo de derrames (coladas lávicas) de meláfiro de la formación Serra Geral y basaltos tholeíticos, los que reiteradamente hicieron efusión en la superficie terrestre durante el período Cretácico inferior y medio, desde los 165 millones de años hasta los 130 a 140 Ma. En cada gran erupción el escape magmático cubría las arenas depositadas en los largos intervalos entre erupciones, conocidas como formación de San Bento. De esta manera se formaron dos tipos de rocas características: las areniscas de cuarzo metamórficas y las rocas basálticas.
La estructura petrográfica de las lavas y su composición química las divide en 3 tipos: andesitas, basaltos y olivinbasaltos. Al enfriarse la lava volcánica, en algunos sectores quedaron, dentro de cavidades amigdaloides en el interior del basalto, acumulaciones de gran cantidad de “vidrio volcánico”, las que terminaron por formar cristales, ópalo, hematita, calcedonia, calcita y cuarzo.
Las coladas basálticas suelen presentarse intercaladas con aeolianitas ortocuarcíticas supermaduras, adecuadamente estratificadas, las que poseen un origen ligado al gran paleo-desierto continental de Botucatú. También pueden intercalarse capas de areniscas supermaduras cuarcíticas, las infrayacentes muestran metamorfismo de contacto térmico lo que las transformó en ortocuarcíticas metamórficas de gran resistencia.
El manto efusivo que a partir del Terciario sufrió un levantamiento general, fue luego labrado por una prolongada acción erosiva eólica e hídrica, generando valles profundos e interfluvios colinados con laderas de pendientes pronunciadas y cumbres mamelonadas. 
Suelos
Presenta suelos del Complejo 6, los “suelos pedregosos”; en general son poco evolucionados, jóvenes, originados por la alteración y fracturación del meláfiro, permeables, fértiles, ácidos. De este complejo, ocurre una fase 6A, los suelos denominados localmente “toscos”, los que se extienden por el pedemonte, de horizonte plano o escasamente inclinado, con poco peligro de erosión. Forman un manto de textura gruesa, profunda y fértil, con buena penetración del agua de lluvia. Estos suelos "lateríticos" poseen coloración rojiza o marrón-rojiza a causa de la meteorización de los minerales ferromagnesianos y algunos feldespatos favorecida por el clima cálido y húmedo, factores que con el resultante proceso de lixiviación ha facilitado el lavado de las bases, dando una elevada proporción de arcillas ricas en óxido de hierro y aluminio.
La fase 6B, en cambio, se encuentra en laderas con pendientes de fuerte inclinación y alto riesgo de erosión. Son poco o muy poco profundos, escasamente evolucionados, y en ellos la rocosidad y pedregosidad aflorante es abundante, La escasez de suelos mecanizables restringe la potencialidad agrícola de estas tierras.